# Hawaii kormányzóinak listája
Ez a lista az Amerikai Egyesült Államok Hawaii államának kormányzóit sorolja föl. A szigeteket (pontosabban a főszigetet) James Cook fedezte fel 1773-ban és megbízójának, Lord Sandwichnek a tiszteletére nevezte el Sandwich-szigeteknek. A bennszülöttek először Lono isten reinkarnációjaként tisztelték a felfedezőt, de később, egy lopott dereglye miatt támadt félreértést követő összetűzésben megölték és feldarabolták a brit kapitányt. Az Egyesült Államok David Kalākaua hawaii királlyal kölcsönösségi szerződést kötött, amely gyakorlatban előzménye lett a szigetek annexiójának. Ezt a szerződést utódja Liliuokalani hawaii királynő megpróbálta felmondani, amely miatt az amerikaiak mindent megtettek, hogy eltávolítsák. A Sanford B. Dole vezette Misszionárius Párt 1893 januárjában lemondásra szólította fel, majd trónfosztottnak nyilvánította Liliuokalanit, és bejelentette az ideiglenes kormány megalakulását azzal a céllal, hogy az országot az Amerikai Egyesült Államokhoz csatolja. A vérontás elkerülése céljából Liliuokalani lemondott, de egyúttal az amerikai elnökhöz, Grover Clevelandhez fordult, hogy helyezze vissza hatalmába. Az elnök így is rendelkezett, Dole azonban megtagadta ennek végrehajtását, mondván, hogy az elnöknek nincs joga efféle beavatkozásra. 1895-ben lázadás tört ki a királynő mellett, a royalista Robert Wilcox vezetésével. Ezt a felkelést Dole hívei leverték, Liliuokalanit pedig árulás vádjával házi őrizetbe helyezték. 1895. január 24-én – hogy bebörtönözött támogatóinak amnesztiát eszközöljön ki – hivatalos lemondó nyilatkozatot írt alá. A Hawaii terület 1900. június 14-én jött létre, amely lépéssel, az Egyesült Államok annektálta a területet. Hawaii 1959. augusztus 21-én ötvenedikként lett az Egyesült Államok tagállama.
Pearl Harbor volt a célpontja az 1941. december 7-i japán támadásnak, mely után az Amerikai Egyesült Államok belépett a második világháborúba.
A kormányzói széket négy évre lehet elnyerni, s egyszer az adott kormányzó újraválasztható.
Jelenleg a 8. kormányzó, a Demokrata Párthoz tartozó David Ige tölti be a tisztséget 2014. december 1. óta. A helyettes kormányzó a szintén demokrata Josh Green.

## Párthovatartozás
| Párt         | Kormányzók |
| ------------ | ---------- |
| Demokrata    | 6          |
| Republikánus | 2          |

## A Hawaii terület kormányzói
| #  | Kép | Kormányzó             | Hivatali idő                              | Egyéb választott (szövetségi) tisztségei       | Kinevező elnök neve   |
| -- | --- | --------------------- | ----------------------------------------- | ---------------------------------------------- | --------------------- |
| 1  |     | Sanford B. Dole       | 1900. június 14. – 1903. november 23.     | Hawaii elnöke (1893 – 1900)                    | William McKinley      |
| 2  |     | George R. Carter      | 1903. november 23. – 1907. augusztus 15.  |                                                | Theodore Roosevelt    |
| 3  |     | Walter F. Frear       | 1907. augusztus 15. – 1913. november 30.  |                                                | Theodore Roosevelt    |
| 4  |     | Lucius E. Pinkham     | 1913. november 30. – 1918. június 22.     |                                                | Woodrow Wilson        |
| 5  |     | Charles J. McCarthy   | 1918. június 22. – 1921. július 5.        |                                                | Woodrow Wilson        |
| 6  |     | Wallace R. Farrington | 1921. július 5. – 1929. július 6.         |                                                | Warren G. Harding     |
| 7  |     | Lawrence M. Judd      | 1929. július 6. – 1934. március 24.       | Amerikai Szamoa kormányzója (1953)             | Herbert Hoover        |
| 8  |     | Joseph Poindexter     | 1934. március 2. – 1942. augusztus 24.    |                                                | Franklin D. Roosevelt |
| 9  |     | Ingram Stainback      | 1942. augusztus 24. – 1951. május 8.      |                                                | Franklin D. Roosevelt |
| 10 |     | Oren E. Long          | 1951. május 8. – 1953. február 28.        | Az USA szenátusának tagja (1959–1963)          | Harry S. Truman       |
| 11 |     | Samuel Wilder King    | 1953. február 28. – 1957. július 26.      | Az USA képviselőházának delegátusa (1935-1943) | Dwight D. Eisenhower  |
| 12 |     | William F. Quinn      | 1957. augusztus 29. – 1959. augusztus 21. |                                                | Dwight D. Eisenhower  |

## Hawaii szövetségi állam kormányzói
| Hawaii kormányzóinak listája     | Hawaii kormányzóinak listája                                              | Hawaii kormányzóinak listája     | Hawaii kormányzóinak listája            | Hawaii kormányzóinak listája     | Hawaii kormányzóinak listája     | Hawaii kormányzóinak listája                   | Hawaii kormányzóinak listája                 | Hawaii kormányzóinak listája     |
| Demokrata Párt Republikánus Párt | Demokrata Párt Republikánus Párt                                          | Demokrata Párt Republikánus Párt | Demokrata Párt Republikánus Párt        | Demokrata Párt Republikánus Párt | Demokrata Párt Republikánus Párt | Demokrata Párt Republikánus Párt               | Demokrata Párt Republikánus Párt             | Demokrata Párt Republikánus Párt |
| №                                | Kép                                                                       | Kormányzó                        | Hivatali idő                            | Párt                             | Terminus                         | Egyéb választott (szövetségi) tisztségei       | Helyettes                                    | Helyettes                        |
| -------------------------------- | ------------------------------------------------------------------------- | -------------------------------- | --------------------------------------- | -------------------------------- | -------------------------------- | ---------------------------------------------- | -------------------------------------------- | -------------------------------- |
| 1                                |                                                                           | William F. Quinn                 | 1959. augusztus 21. – 1962. december 3. | 40x40px[halott link]             | 1 (1959)                         |                                                | James Kealoha                                | 40x40px[halott link]             |
| 2                                |                                                                           | John A. Burns                    | 1962. december 3. – 1974. december 2.   | 40x40px[halott link]             | 2 (1962)                         | Az USA képviselőházának delegátusa (1957-1959) | William S. Richardson                        | 40x40px[halott link]             |
| 2                                | 3 (1966)                                                                  | John A. Burns                    | 1962. december 3. – 1974. december 2.   | 40x40px[halott link]             | Thomas Gill                      | Az USA képviselőházának delegátusa (1957-1959) | 40x40px[halott link]                         |                                  |
| 2                                | 4 (1970)                                                                  | John A. Burns                    | 1962. december 3. – 1974. december 2.   | 40x40px[halott link]             | George Ariyoshi                  | Az USA képviselőházának delegátusa (1957-1959) | 40x40px[halott link]                         |                                  |
| 3                                |                                                                           | George Ariyoshi                  | 1974. december 2. – 1986. december 1.   | 40x40px[halott link]             | 5 (1974)                         |                                                | Nelson Doi                                   | 40x40px[halott link]             |
| 3                                | 6 (1978)                                                                  | George Ariyoshi                  | 1974. december 2. – 1986. december 1.   | 40x40px[halott link]             | Jean King                        | 40x40px[halott link]                           |                                              |                                  |
| 3                                | 7 (1982)                                                                  | George Ariyoshi                  | 1974. december 2. – 1986. december 1.   | 40x40px[halott link]             | John D. Waihee III               | 40x40px[halott link]                           |                                              |                                  |
| 4                                |                                                                           | John D. Waihee III               | 1986. december 1. – 1994. december 5.   | 40x40px[halott link]             | 8 (1986)                         |                                                | Ben Cayetano                                 | 40x40px[halott link]             |
| 4                                | 9 (1990)                                                                  | John D. Waihee III               | 1986. december 1. – 1994. december 5.   | 40x40px[halott link]             |                                  |                                                | Ben Cayetano                                 | 40x40px[halott link]             |
| 5                                |                                                                           | Ben Cayetano                     | 1994. december 5. – 2002. december 2.   | 40x40px[halott link]             | 10 (1994)                        |                                                | Mazie Hirono                                 | 40x40px[halott link]             |
| 5                                | 11 (1998)                                                                 | Ben Cayetano                     | 1994. december 5. – 2002. december 2.   | 40x40px[halott link]             |                                  |                                                | Mazie Hirono                                 | 40x40px[halott link]             |
| 6                                |                                                                           | Linda Lingle                     | 2002. december 2. – 2010. december 6.   | 40x40px[halott link]             | 12 (2002)                        |                                                | Duke Aiona                                   | 40x40px[halott link]             |
| 6                                | 13 (2006)                                                                 | Linda Lingle                     | 2002. december 2. – 2010. december 6.   | 40x40px[halott link]             |                                  |                                                | Duke Aiona                                   | 40x40px[halott link]             |
| 7                                |                                                                           | Neil Abercrombie                 | 2010. december 6. – 2014. december 1.   | 40x40px[halott link]             | 14 (2010)                        |                                                | Brian Schatz (Lemondott: 2012. december 26.) | 40x40px[halott link]             |
| 7                                | Széküresedés                                                              | Neil Abercrombie                 | 2010. december 6. – 2014. december 1.   | 40x40px[halott link]             | 14 (2010)                        |                                                |                                              |                                  |
| 7                                | Shan Tsutsui (Beiktatva: 2012. december 27.)(Lemondott: 2018. január 31.) | Neil Abercrombie                 | 2010. december 6. – 2014. december 1.   | 40x40px[halott link]             | 14 (2010)                        | 40x40px[halott link]                           |                                              |                                  |
| 8                                | Shan Tsutsui (Beiktatva: 2012. december 27.)(Lemondott: 2018. január 31.) |                                  | David Ige                               | 2014. december 1. – hivatalban   | 40x40px[halott link]             | 40x40px[halott link]                           | 15 (2014)                                    |                                  |
| 8                                | Doug Chin (2018. február – 2018. december)                                | 40x40px[halott link]             | David Ige                               | 2014. december 1. – hivatalban   | 40x40px[halott link]             |                                                | 15 (2014)                                    |                                  |
| 8                                | 16 (2018)                                                                 | Josh Green                       | David Ige                               | 2014. december 1. – hivatalban   | 40x40px[halott link]             | 40x40px[halott link]                           |                                              |                                  |